# Семёновка (Колпашевский район)
Семёновка — исчезнувший посёлок в Колпашевском районе Томской области. На момент упразднения входила в состав Белояровского сельсовета. В 1987 году исключен из учётных данных.

## География
Посёлок располагался на левом берегу реки Касатка, в двух километрах (по прямой) к юго-востоку от деревни Усть-Речка.

## История
Посёлок возник в начале 1930-х годов, когда бассейн Кети стал местом расселения спецпоселенцев из числа кулаков. По данным на 1938 год спецпосёлок Семёновка подчинялся Новосёловской поселковой комендатуре. В посёлке проживала 14 семьй спецпоселенцев.
В 1960-е годы посёлок попал в разряд неперспективных и по планам должен был быть расселён к 1975 году.
Решением № 74 Томского облисполкома от 20 марта 1987 года посёлок Семёновка исключён из учётных данных в связи с выездом всего населения.

## Население
| 1939 | 1952 | 1959 | 1970 | 1979 |
| ---- | ---- | ---- | ---- | ---- |
| 79   | ↘72  | ↗92  | ↘7   | ↘4   |

В 1938 году в поселке проживало 79 человек спецпоселенцев, в том числе 15 мужчин, 20 женщин и 44 детей до 16 лет.